# Código nativo
En el contexto informático, código nativo se usa como seudónimo de lenguaje de máquina. Este puede ser creado directamente para microcontroladores extremadamente sencillos o código fuente ya compilado, que puede ser interpretado por la máquina.
El código nativo es una forma de código de la programación de computadora que se configura para funcionar con el uso de un procesador especificado. La estructura exacta del código nativo se usa para responder a las instrucciones que son publicadas por el procesador. Todos los tipos de función del software con código nativo, y se escriben a la función en la eficacia óptima con un tipo seleccionado de procesador o con los procesadores que se fabrican para reflejar la configuración del procesador especificado.